# Dyne:bolic
dyne:bolic — дистрибутив Linux с акцентом на мультимедийное производство, распространяемый с большим ассортиментом приложений для работы с аудио и видео. Признан проектом GNU, как истинно свободный.
Дистрибутив был разработан и оптимизирован для старых и слабых компьютеров, превращая их в полноценно работающие станции СМИ, в связи с чем используется программное обеспечение не самой последней версии. Минимально необходимые системные требования: Pentium I или K5 PC с 64 Мб ОЗУ и IDE CD-ROM или игровая консоль Xbox, причём несколько установок Xbox могут быть объединены.
Последняя версия 3.0.0. Кодовое название — MUNIR. Выпущена 8 сентября 2011 года.

## Live CD/DVD
dyne:bolic был разработан с нуля для обеспечения возможности использовать дистрибутив в качестве Live CD/DVD. ОС не требует установки на жёсткий диск и определяет большинство периферийных устройств автоматически (например: звук, видео, ТВ и т. д.). Ядро оптимизировано для низких задержек и высокой производительности, что делает его пригодным для производства аудио и видео.

## Системные требования
Основные требования к системе для версии 1.x и 2.x являются относительно низкими: ПК Pentium MMX с процессорами класса i586 и 64 Мб оперативной памяти вполне достаточно. Некоторые версии dyne:bolic могут быть использованы на игровой консоли Xbox (Xbox в настоящее время не поддерживает v2.0).
Версии 3.x имеют более высокие системные требования, чем более старые версии дистрибутива: рекомендуется процессор Pentium II или K6-2, 256 Мб ОЗУ и IDE/SATA DVD-ROM.

## Установка
Пользователь копирует каталог с компакт-диска (описанные в dyne:bolic литературе как «Стыковка») в любой соответствующей отформатированный раздел или диск. Эта файловая система будет опознана и сможет быть загружена с помощью CD или DVD привода. Также есть возможность установить загрузчик или редактировать существующие. Загрузка с дискеты тоже поддерживается. dyne:bolic может сохранить пользовательские настройки в файл на раздел (или даже использовать собственный USB-флэш-накопитель), которые также могут быть зашифрованы для безопасности (описан как «вложения» в БД литературы[прояснить]).

## Поддержка мультимедиа
dyne:bolic был собран с учётом потребностей работников средств массовой информации, художников и творцов, чтобы быть практическим инструментом для мультимедийного производства. Дистрибутив позволяет работать со звуком и видео с помощью инструментов для записи, редактирования, кодирования и потоковой обработки. В дополнение ко многим мультимедийным программам, dyne:bolic также предоставляет текстовые процессоры и общие инструменты настольных компьютеров.
Автор и мейнтейнер dyne:bolic jaromil также создал различные мультимедийные инструменты, включенные в дистрибутив: MusE, HasciiCam, а также другие функции программы, такие как вложения и стыковки. Один из разработчиков, его друг Smilzo, способствовал портированию дистрибутива для игровых консолей Xbox.

## Модули
В dyne:bolic могут быть подключены дополнительные модули, такие как средства разработки или OpenOffice.org. Модули реализуются в виде SquashFS файлов, помещаемых в модули каталога модулей dock или на компакт-диск, и автоматически интегрируемых при загрузке.

## dyne:bolic 1.x
Особенности dyne:bolic 1.x, отброшенные в последующих версиях:
- OpenMosix — кластерное программное обеспечение
- WindowMaker — быстрый и небольшой оконный менеджер
- CIA Factbook — в виде локальной копии
- возможность загрузки на игровой консоли Xbox

## dyne:bolic 2.x
Версия 2.5.2 использует Linux 2.6, и является образ компакт-диска. В качестве графического интерфейса используется Xfce.